# Jachacawa
Jachacawa (auch: Jahuacaya) ist eine Ortschaft im Departamento Potosí im Hochland des südamerikanischen Andenstaates Bolivien.

## Lage im Nahraum
Jachacawa liegt in der Provinz Tomás Frías  und ist der größte Ort im Cantón Tinguipaya im Municipio Tinguipaya. Die Ortschaft liegt auf einer Höhe von 3773 m am linken, westlichen Ufer eines rechten Nebenflusses zum Río Santojo, der in seinem weiteren Verlauf in den Río Jatun Mayu mündet.

## Geographie
Jachacawa liegt am Ostrand des bolivianischen Altiplano vor der Anden-Gebirgskette der Cordillera Central.
Die mittlere Jahrestemperatur der Region liegt bei etwa 11 °C (siehe Klimadiagramm Potosí), der Jahresniederschlag beträgt etwa 350 mm. Die Region weist ein ausgeprägtes Tageszeitenklima auf, die Monatsdurchschnittstemperaturen schwanken nur unwesentlich zwischen 8 °C im Juni/Juli und 13 °C von November bis März. Die Monatsniederschläge liegen zwischen unter 10 mm in den Monaten Mai bis September und knapp 80 mm im Januar und Februar.

## Verkehrsnetz
Jachacawa liegt in einer Entfernung von 78 Straßenkilometern nordwestlich von Potosí, der Hauptstadt des gleichnamigen Departamentos.
Von Potosí aus führt die Nationalstraße Ruta 1 in nördlicher Richtung über Yocalla nach Oruro und El Alto, der Nachbarstadt von La Paz. Knapp vier Kilometer hinter Yocalla zweigt eine Landstraße nach Norden Richtung Tinguipaya ab und erreicht den Thapana-Stausee nach neunzehn Kilometern. Zwei Kilometer vor dem Stausee zweigt eine Nebenstraße in nördlicher Richtung ab und erreicht Jachacawa nach zwölf Kilometern.

## Bevölkerung
Die Einwohnerzahl der Ortschaft ist in dem Jahrzehnt zwischen den beiden letzten Volkszählungen um auf mehr als das Doppelte angestiegen:
| Jahr | Einwohner         | Quelle       |
| ---- | ----------------- | ------------ |
| 1992 | keine Detaildaten | Volkszählung |
| 2001 | 298               | Volkszählung |
| 2012 | 646               | Volkszählung |
| 2024 |                   | Volkszählung |

Die Region weist einen deutlichen Anteil an Quechua-Bevölkerung auf, im Municipio Tinguipaya sprechen 99,3 Prozent der Bevölkerung Quechua.